# Mała Krokiew (Tatry)
Mała Krokiew (1365 m n.p.m.) – niższy z dwóch wierzchołków masywu Krokwi w reglowej części polskich Tatr Zachodnich. Od położonego na północ od niej głównego wierzchołka o wysokości 1378 m Mała Krokiew jest oddzielona płytkim i szerokim Siwarowym Siodłem (ok. 1340 m), natomiast na południu graniczy z Białym Grzbietem z dwusiodłową Przełęczą Białego. Wzniesieniem najbliższym Małej Krokwi jest Biała Czubka, oddzielona od niej Niżnią Przełęczą Białego. W dalszej perspektywie Mała Krokiew na południu sąsiaduje z Kalacką Kopą w masywie Giewontu.

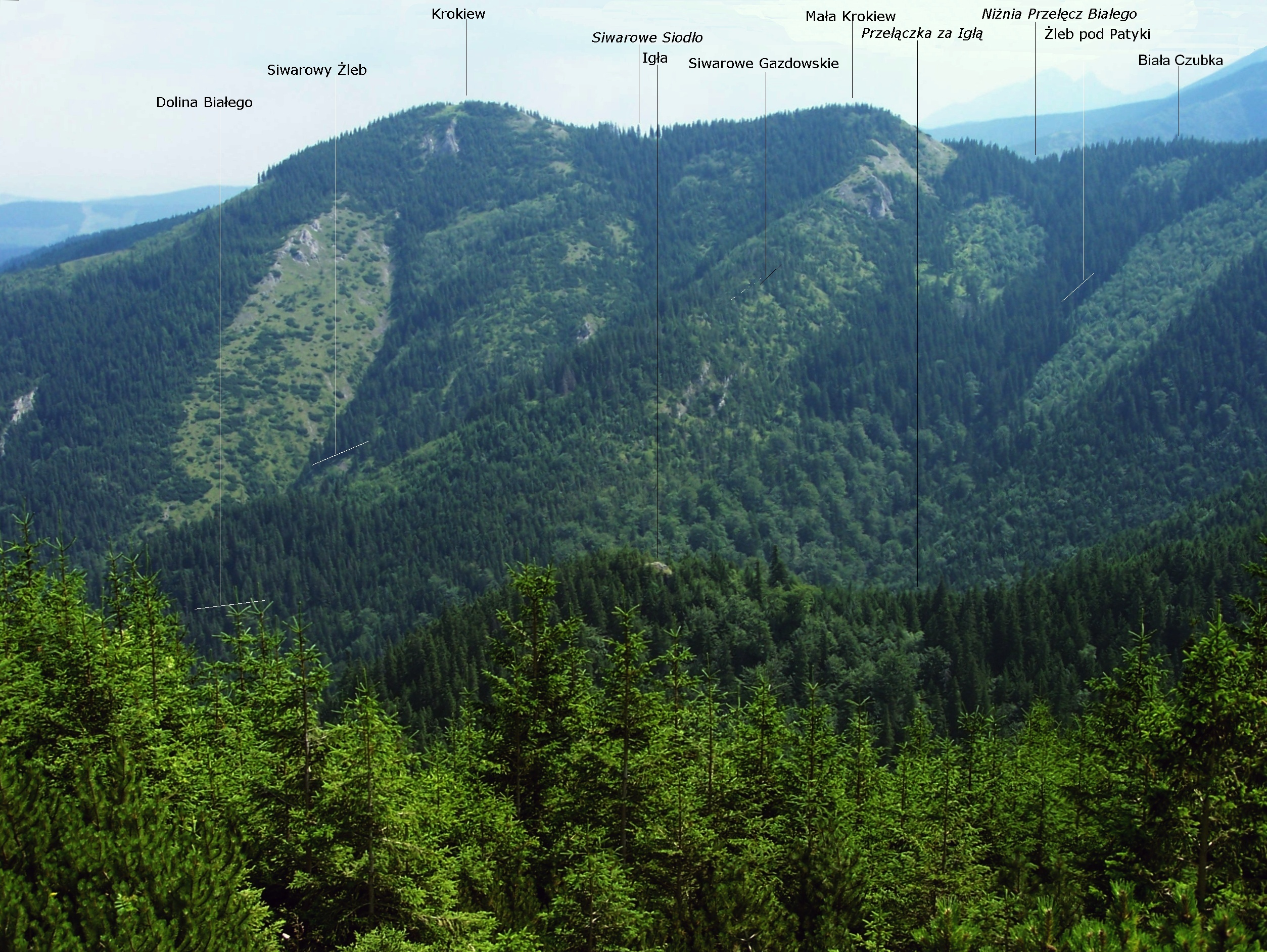
Krokiew i Mała Krokiew z wierzchołka Sarniej Skały

Zachodnie stoki Małej Krokwi opadają do Doliny Białego, zaś wschodnie – do Doliny Bystrej. Na zachód z Siwarowego Siodła opada duży Siwarowy Żleb, pokryty lasem. Jego południowym obramowaniem jest grzęda o nazwie Siwarowe Gazdowskie, odgałęziająca się w wierzchołku Małej Krokwi. Jeszcze dalej na południe od Niżniej Przełęczy Białego spada Żleb pod Patyki, łączący się ze Żlebem pod Wrótka w górną część Doliny Białego. Stokami wschodnimi z odchyleniem na północ opada natomiast spod Siwarowego Siodła Szeroki Żleb. Biegnie nim żółty szlak prowadzący do klasztoru Albertynów, położonego na Śpiącej Górze – zalesionym tarasie na zakończeniu grzbietu opadającego z Małej Krokwi na wschód. Na południe od tego grzbietu rozlega się upłaz Szerokie Kalackie opadający w kierunku Drogi Brata Alberta, którego zachodnim skrajem biegnie fragment Ścieżki nad Reglami.
Mała Krokiew, podobnie jak cały masyw Krokwi, zbudowana jest w całości z ciemnoszarych płytowych dolomitów triasu środkowego serii reglowej dolnej.

## Szlaki turystyczne
Sam szczyt jest niedostępny dla turystów, szlaki wiodą jednak jego zboczami:
 – znakowana czarno Ścieżka nad Reglami, prowadząca z Kuźnic przez Przełęcz Białego dalej w kierunku Doliny Białego i Sarniej Skały. Czas przejścia z Kalatówek na Czerwoną Przełęcz: 1:25 h, z powrotem 1:20 h
 – żółty spod klasztoru Albertynek na Kalatówkach do klasztoru Albertynów na Śpiącej Górze. Czas przejścia: 40 min, ↓ 30 min.